# Sint Maarten-i labdarúgó-szövetség
A Sint Maarten-i labdarúgó-szövetség (hollandul: Owen Nickie) Sint Maarten nemzeti labdarúgó-szövetsége. 1986-ban alapították. A szövetség szervezi a Sint Maarten-i labdarúgó-bajnokságot, működteti a Sint Maarten-i labdarúgó-válogatottat.